# Аміґурумі

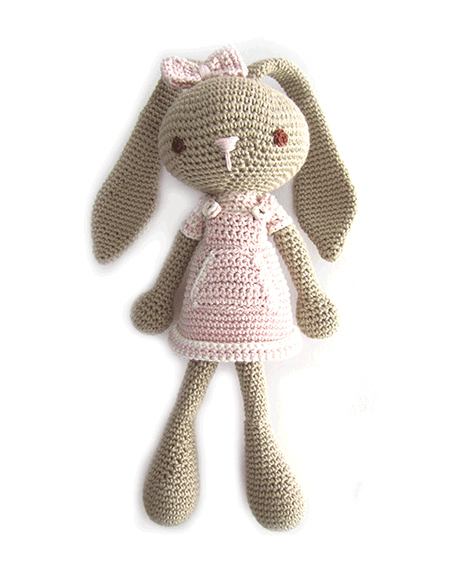

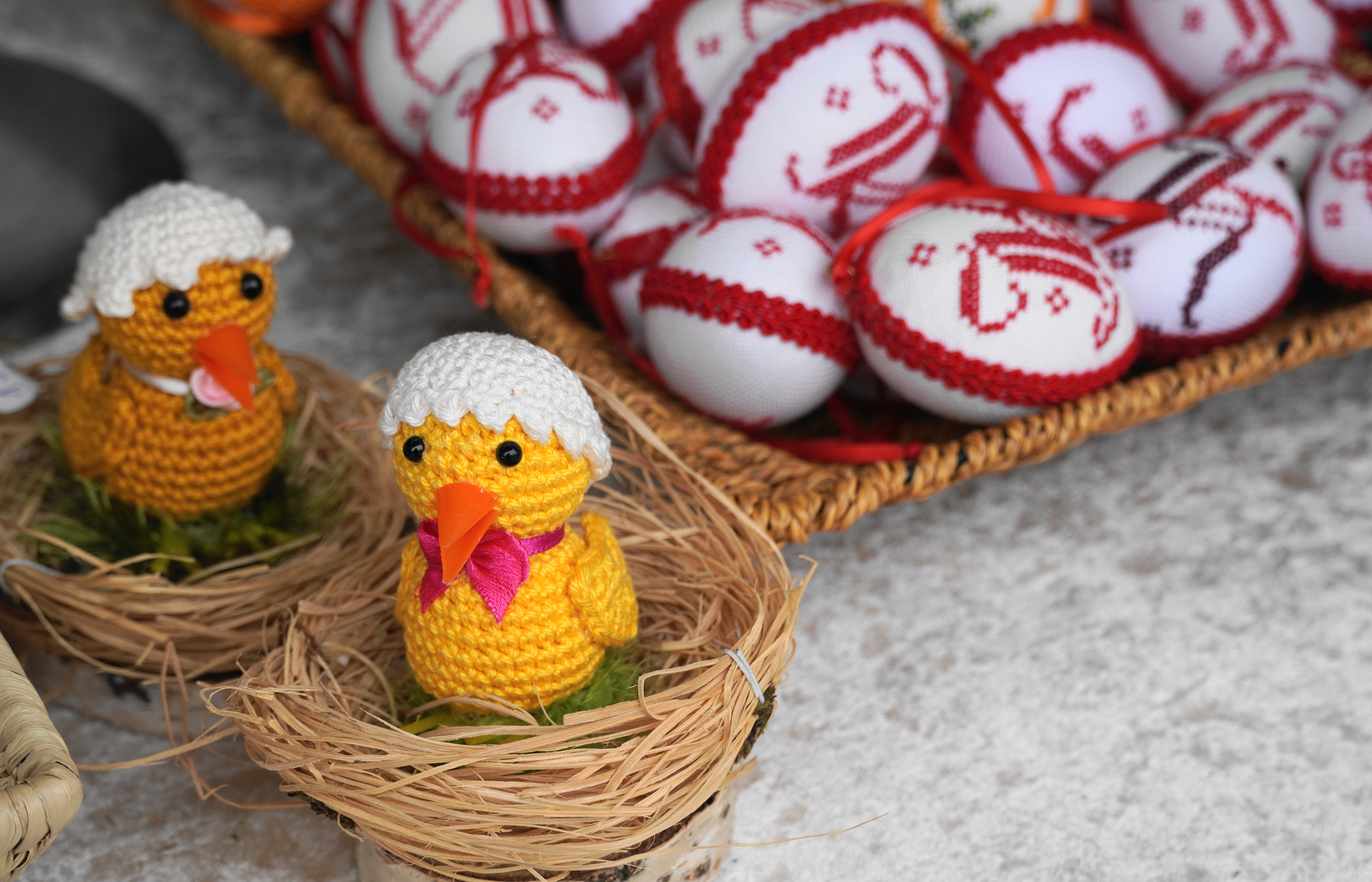

Аміґурумі (яп. 編みぐるみ, букв.: «в'язане-загорнуте») — японське мистецтво в'язання на спицях або гачком маленьких м'яких звірят та людиноподібних істот. Це слово є складним японським словом 編み ami, що означає «в’язане гачком або спицями», і 包み kurumi, буквально  «(шита) м’яка лялька».  Аміґурумі — це найчастіше симпатичні тварини (ведмедики, зайчики, кішечки, собачки і інші.), чоловічки, але це можуть бути і неживі об'єкти, наділені людськими властивостями. Наприклад, кекси, капелюхи, сумочки та інші.  

## Історія
За даними Американської гільдії в’язання гачком (CGOA), існують записи про в’язані гачком або спицями тривимірні ляльки, виготовлені у стародавньому Китаї.
З середини 1850-х років у книжках почали з'являтися терміни «в'язана лялька» або «в'язана фігурка».
Слово «амігурумі» вперше з'явилося в 1951 році. 
Назва «аміґурумі » стала популярною в Японії наприкінці 1980-х років після того, як ляльки були представлені в освітній програмі NHK. 
Хоча мистецтво аміґурумі було добре відоме декілька десятиліть в Японії, розповсюдження ремесла по світу почалось тільки на початку ХХІ століття.  Властивості ляльок дуже підходили до культу кавай та стилю тібі в Японії. У 2002 році була створена Японська асоціація аміґурумі Японії, яка проводить найбільші національні пересувні виставки-продажі у різних містах Японії, на якій представлено близько 2000 ляльок аміґурумі .
Порівняння японської та західної техніки:
-На Заході мейнстрімом є в'язання спицями
-В Японії мейнстрімом є в'язання гачком
Аміґурумі можна використовувати як дитячу іграшку, але зазвичай її сьогодні купують або виготовляють виключно в естетичних цілях.
Аміґурумі, зв'язані гачком, стали більш популярними і частіше зустрічаються.

## Виготовлення аміґурумі

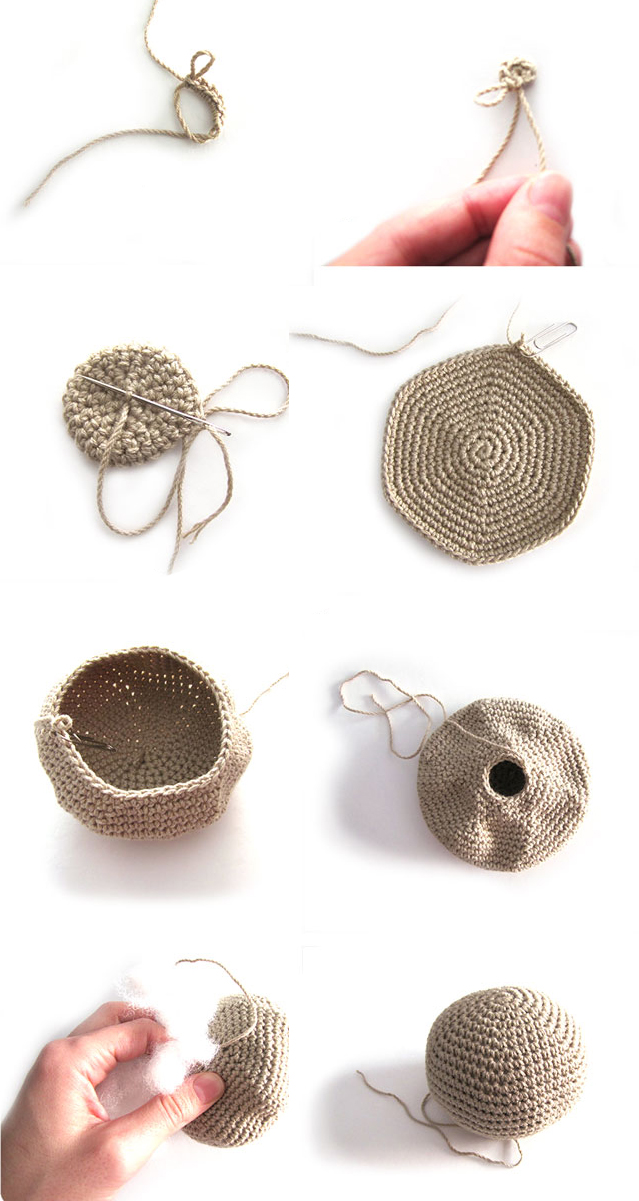
Основні техніки виконання ляльки

Аміґурумі можна в’язати спицями, хоча зазвичай їх в’яжуть гачком із пряжі або ниток, використовуючи базові техніки в’язання гачком (наприклад, одинарний стібок гачком, подвійний стібок гачком і невидиме зменшення).  Аміґурумі зазвичай в'яжуться по спіралі і, на відміну від європейського способу в'язання, круги зазвичай не з'єднуються. Часто в'яжуться гачком меншого розміру відносно товщини пряжі, щоб створити дуже щільну тканину без яких-небудь зазорів, через які може вилізти набивальний матеріал. 
Аміґурумі часто роблять з частин і потім їх з'єднують, виняток становлять деякі амігурумі, які не мають кінцівок, а мають тільки голову і тулуб, які складають одне ціле. Кінцівки іноді набиваються пластмасовими шматочками, щоб надати їм живу вагу, в той час як інше тіло — наповнювачем. Набивка може бути стандартною поліефірною, вовняною або бавовняною, але може бути імпровізованою з інших матеріалів. Пластикові гранули, скляні камінці та навіть камені можна вставляти в ляльку для того, щоб вона сиділа. 